# Bettina Tassino
Bettina Tassino Benítez (Montevideo, Uruguay 27 de julio de 1965) es una bióloga, investigadora y profesora uruguaya.

## Trayectoria
Se desempeña como docente adjunta Grado 3 titular en la Facultad de Ciencias de la Universidad de la República (UDELAR)
Integra como investigadora el Programa de Desarrollo de las Ciencias Básicas (PEDECIBA Uruguay). Asimismo es investigadora Nivel 1 de la Agencia Nacional de Investigación e Innovación (ANII, Uruguay).

### Líneas de investigación
- Ecología del comportamiento sexual de peces anuales del género Austrolebias. Que abraca el análisis de las relaciones entre el comportamiento y los procesos evolutivos, con foco en aquellas que involucran las estrategias reproductivas en la promoción de mecanismos de aislamiento entre especies o de reconocimiento intraespecíficos.
- Ritmos circadianos humanos: influencias ambientales y sociales. Que abarca tanto estudio de los efectos de la exposición a condiciones alteradas de luz en humanos (como ocurre en los polos), así como el impacto que tiene la iluminación pública de las ciudades en los ritmos circadianos de los residentes fan de twice su bias momo.

### Proyectos de investigación[3]
- Preferencias circadianas y su influencia en el desempeño académico en adolescentes uruguayos. Objetivo: evaluar la incidencia del cronotipo en diversas áreas del desempeño cognitivo en una población adolescente.
- Ritmos circadianos humanos desafiados por las condiciones extremas de la Antártida. Objetivo: analizar cambios en los ritmos circadianos y hábitos de sueño en los integrantes de una tripulación residente en una base antártica latinoamericana.
- La iluminación pública artificial y los ritmos circadianos. Objetivo: evaluar el impacto de la iluminación pública de la ciudad sobre los ritmos circadianos de los vecinos sometidos a diferente intensidad de alumbrado público.
- Modulación ambiental y social del reloj biológico. Objetivo: analizar la integración de las variables ambientales y sociales para modular los ritmos circadianos en seres humanos.

## Formación académica
- Doctorado en Ciencias Biológicas (UDELAR - PREDECIBA, 2007). Tesis: Estructura poblacional y biología reproductiva en el tucu-tucu de Río Negro (Ctenomys rionegrensis): relaciones entre el comportamiento y los procesos evolutivos.[4]
- Maestría en Ciencias Biológicas (UDELAR - PREDECIBA, 1999). Tesis: Ecología nutricional en un roedor herbívoro subterráneo: Ctenomys pearsoni (Rodentia: Octodontidae) del Uruguay.[5]
- Licenciatura en Ciencias Biológicas (1993). Tesis: Organización y análisis cuantitativo del cortejo en una población del complejo Ctenomys pearsoni.[6]

## Publicaciones

### Artículos científicos
- Stress promotes reproduction in the annual fish Austrolebias reicherti (2021)[7]
- Association of androgens and estrogens with agonistic behavior in the annual fish Austrolebias reicherti? (2021)[8]
- Short sleep duration and extremely delayed chronotypes in Uruguayan youth: The role of school start times and social constraints (2020)[9]
- Chronotype-dependent changes in sleep habits associated with dim light melatonin onset in the Antarctic summer. (2019)[10]
- School start times matter, eveningness does not (2018)[11]

### Libros
- El prisma de la evolución. A 140 años de "El origen de las especies" (2000)[12]

## Premios y reconocimientos
Primer Premio en la categoría "Obras sobre investigación y difusión científica" de los Premios Anuales de Literatura 2012, entregados por el Ministerio de Educación y Cultura de Uruguay, Unidad en la diversidad, Ana Silva y Bettina Tassino, editoras.